# Anticucho

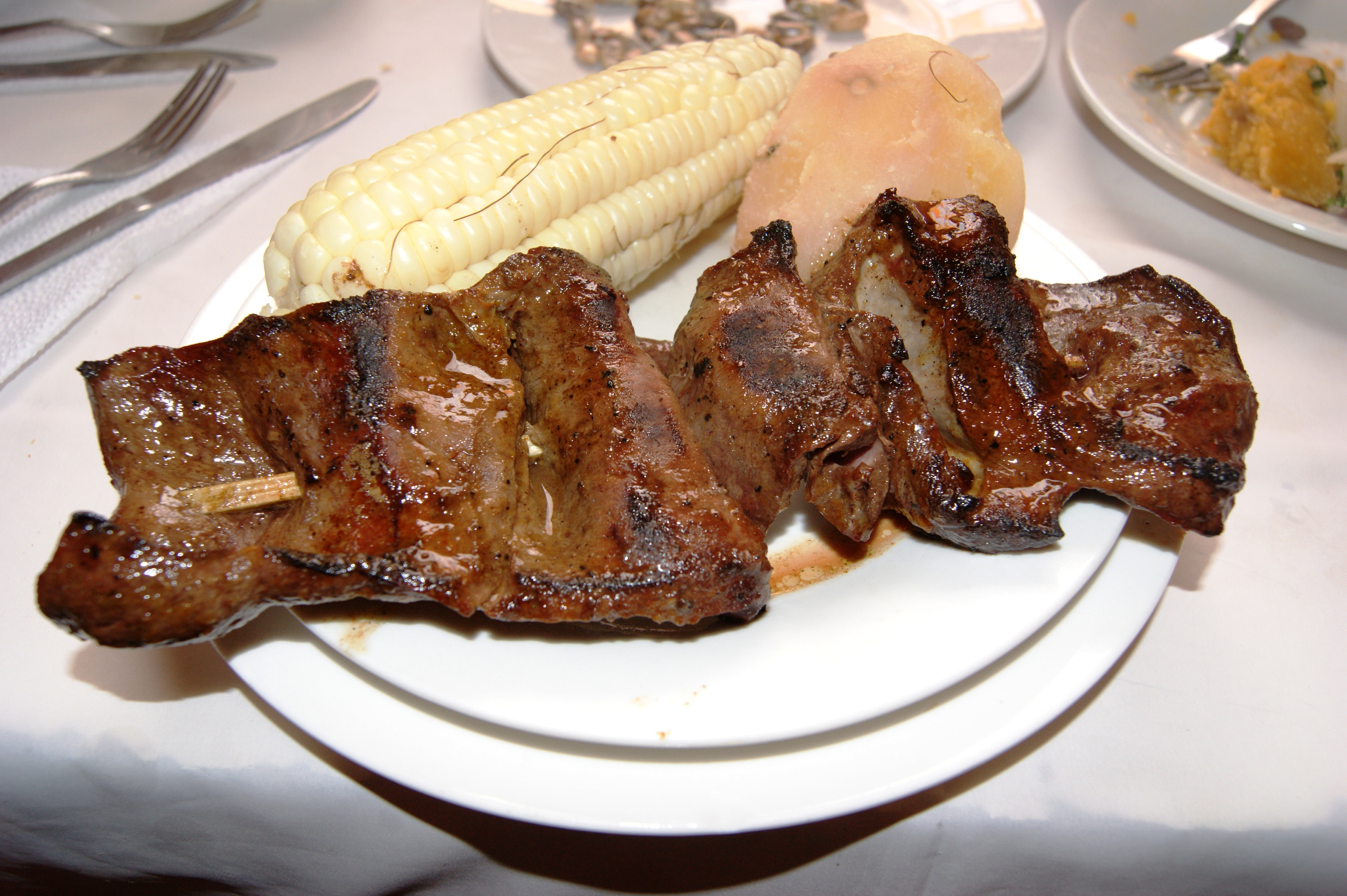
Anticucho servito con una pannocchia di mais

L'anticucho è un piatto della cucina criolla del Perù.

## Caratteristiche
È uno spiedino in bambù o in metallo sul quale vengono infilzate delle fette di cuore di mucca, cucinate alla brace o in un tegame. 
La ricetta è originaria dei paesi sudamericani appartenenti all'Impero Inca e successivamente al Vicereame del Perù.
È considerato uno dei piatti più popolari e tipici di questo continente, particolarmente nella cucina peruviana e boliviana. Nel Perù è un piatto tradizionale risalente all'epoca coloniale ed è collegato alla processione del Signore dei Miracoli
Il contorno che accompagna usualmente gli anticuchos sono patate passate alla piastra o bollite oppure pannocchie di mais intere o tagliate a fette.

## Anticucho chileno

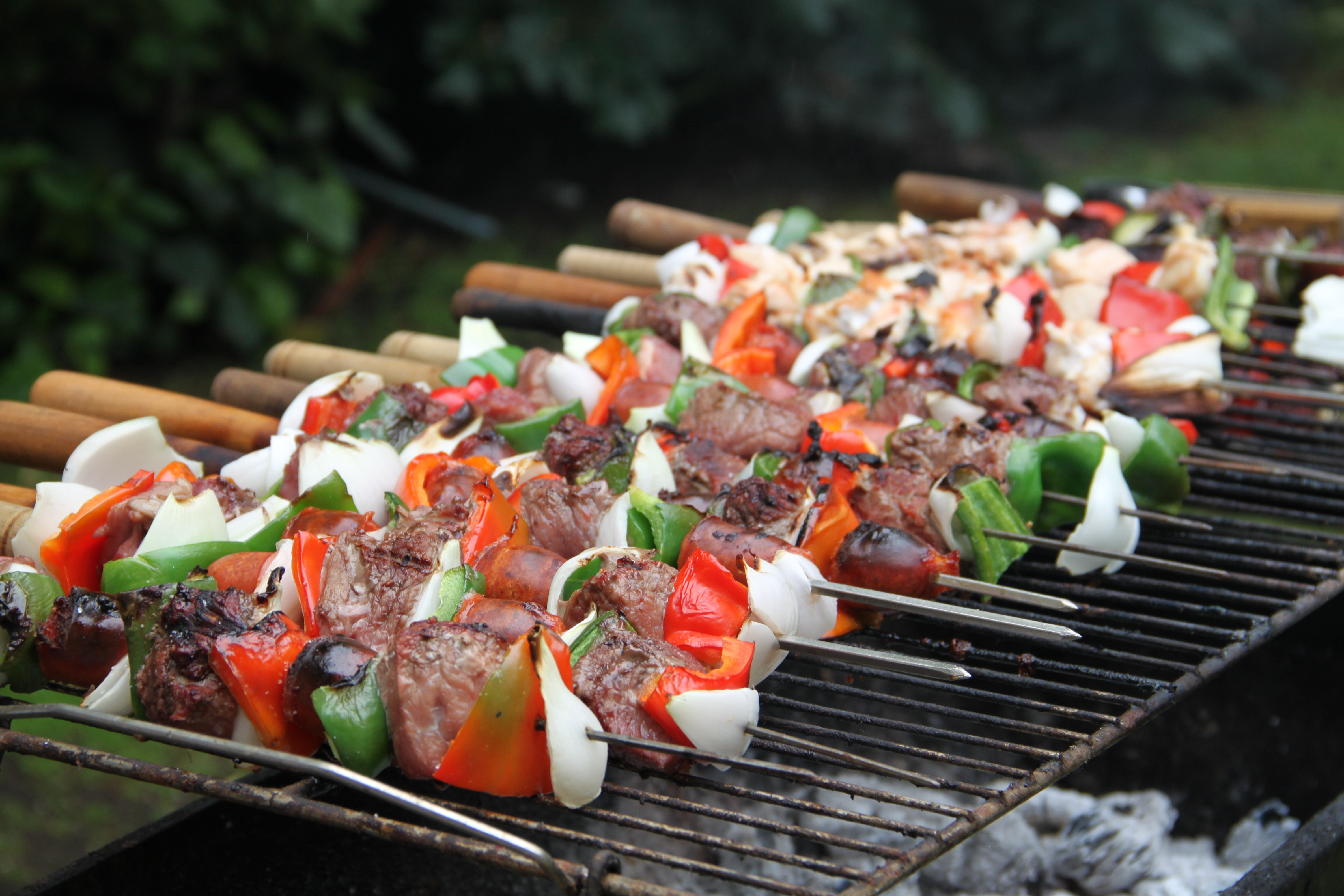
Anticucho chileno